# J. J. Johnson
James Louis Johnson, a volte accreditato come Jay Jay Johnson, detto J. J. (Indianapolis, 22 gennaio 1924 – Indianapolis, 4 febbraio 2001), è stato un trombonista e compositore statunitense.
Suonò con jazzisti del calibro di Count Basie, Charlie Parker, Miles Davis, Oscar Pettiford, Sonny Rollins, Sun Ra, Stan Getz, Bud Powell, registrando per la Blue Note assieme a Clifford Brown, Horace Silver, Charlie Mingus, Hank Mobley, Max Roach, John Lewis, Kenny Clarke, Percy Heath, e incidendo parecchi album con il trombonista Kai Winding, oltre a numerosi album da solista.
Considerato (insieme a Frank Rosolino e Carl Fontana) uno dei più grandi suonatori di trombone di tutti i tempi, riuscì a trasferire le innovazioni musicali bebop di Charlie Parker e Dizzy Gillespie al suo difficile strumento, suonando il trombone a coulisse con tale velocità e maestria che spesso l'ascoltatore era convinto di stare ascoltando il più agile trombone a pistoni; ed esibendo quel virtuosismo che rende lo stile del suo strumento brioso e scintillante. Senza dubbio il più importante trombonista bebop, fu responsabile della rivoluzione più radicale per la tecnica e lo stile del trombone. Fu molto apprezzato anche come arrangiatore e compositore, tra i suoi brani più famosi Lament. Durante gli anni settanta fu anche, assieme a Quincy Jones, importante compositore di colonne sonore per film della blaxploitation come Rubare alla mafia è un suicidio, Cleopatra Jones, Top of the Heap e Willie Dynamite.

## Biografia
Nato nell'Indiana, a Indianapolis, dopo aver studiato pianoforte e organo, il giovane Johnson provò a cimentarsi con il sax baritono, ma solo quando scoprì il trombone si appassionò veramente allo studio dello strumento.
La sua carriera cominciò nel 1942 quando, diciottenne, si unì all'orchestra di Benny Carter dove suonò fino al 1945, per passare, per il successivo biennio, all'orchestra di Count Basie, dove Johnson cominciò ad avere uno spazio rimarchevole per i propri assolo. La band di Basie suonava principalmente a New York e fu lì che ebbe l'incontro con il bebop e le sue star.
Negli anni seguenti ebbe l'opportunità, dal 1947 al 1949, di suonare con l'Illinois Jacquet group di Illinois Jacquet, e poi, dal 1949 al 1952, con Dizzy Gillespie, Oscar Pettiford e Miles Davis. Nel 1954 formò il famoso duo con il collega trombonista Kai Winding che lo portò di nuovo alla ribalta, esperienza che durò fino al 1956 ma che si rinnovò dapprima nel 1958, anno in cui i due andarono in tournée in Europa, e poi nel 1960 e nel 1968 in occasione di alcune registrazioni. Terminata l'esperienza con Kai Winding, Johnson fondò un proprio quintetto e cominciò a comporre brani originali fra cui il noto standard Lament e opere molto ambiziose come Perceptions (del 1960), la suite scritta per Dizzy Gillespie. Altri tour europei e giapponesi lo videro assieme a Miles Davis (1961-62) e a Sonny Stitt (1964).
Johnson continuò la sua esperienza musicale componendo musiche per serie televisive (fra cui Shaft, 1971). Alla fine degli anni settanta riprese la carriera da band leader e i tour, fra alterne vicende, fino al 1997, anno in cui lasciò le scene.
Ufficialmente è morto di cancro alla prostata, ma sembra che il male lo abbia spinto al suicidio.

## Discografia
- 1946: J.J. Johnson Jazz Quintets (Savoy)
- 1953: The Eminent J.J. Johnson, Vol. 1 (Blue Note) con Clifford Brown e John Lewis
- 1954-1955: The Eminent J.J. Johnson, Vol. 2 (Blue Note) con Charles Mingus e Hank Mobley
- 1958: Blue Trombone (Columbia)
- 1960: J.J. Inc. (Columbia) con Freddie Hubbard
- 1988: Quintergy: Live at the Village Vanguard (Island records)
- 1994: Tangence (Verve)
- 1996: Heroes (Impulse)
- 2003: The J.J. Johnson Memorial Album (Prestige) compilation

### Con Coleman Hawkins
- 1957: The Hawk Flies High (Riverside/OJC)

### Con Joe Pass
- 1985: We'll Be Together Again (Orig. Jazz Classics)

### Con Sonny Rollins
- 1957: Volume 2 (RVG)

### Con Kai Winding
- 1954: Jay and Kay (Prestige)
- 1956: Jay and Kai + 6 (Columbia records)
- 1960: The Great Kai and JJ (Impulse!)

### Con Kai Winding e Bennie Green
- 1949-1951: Trombone by Three (Prestige)
- 1952: ...with Strings (Prestige)